# Cosmococcus albizziae
Cosmococcus albizziae är en insektsart som beskrevs av Borchsenius 1960. Cosmococcus albizziae ingår i släktet Cosmococcus och familjen Lecanodiaspididae. Inga underarter finns listade i Catalogue of Life.